# Johan Daniel Rosenberg
Johan Daniel Rosenberg, född 1732 i Stockholm, död 2 mars 1814 i Malmö, var en svensk bildhuggare, tapet- och spegelmakare.
Han var son till Gottlob Rosenberg och Anna Sofia Fehrman. Rosenberg utbildades i sin fars verkstad och blev mästare 1753. Under sin utbildningstid utförde han åtskilliga arbeten på Stockholms slott. Han ansökte 1756 om tillstånd att bosätta sig och etablera en tapetfabrik i Malmö och anger samtidigt att bildhuggarkonsten är hans egentliga profession. Efter etableringen producerade han 1763 4 000 alnar papperstapeter. Som bildhuggare utförde han kyrkliga inventarier till ett flertal skånska kyrkor bland annat en ny predikstol till Uppåkra kyrka 1764, en ny altartavla till Bunkeflo kyrka som numera förvaras på Kulturen i Lund, altartavla till Lövestads kyrka 1767 samt nya fåglar till altartavlan i Flädie kyrka. Hans arbeten kännetecknas av en smäcker och elegant rokokostil.  